# Гювенпарк
Гювенпарк (тур. Güvenpark) — городской парк, расположенный рядом с площадью Кызылай в районе Кызылай (Анкара, Турция). Он был разбит в 1930-х годах в рамках проекта по созданию зелёных зон, реализуемого согласно городском плану быстрорастущей турецкой столицы. Центральное место в парке занимает Памятник доверию. В середине марта 2016 года недалеко от него произошёл взрыв бомбы, в результате которого погибло более 30 человек, а более 100 получили ранения.

## Расположение
Гювенпарк находится в центре Анкары, в квартале Кызылай района Чанкая. Границами его территории служит бульвар гази Мустафы Кемаля с площадью Кызылай на севере, бульвар Ататюрка на востоке и улица Милли Мюдафаа на западе. К юга от парка расположились здания Министерства юстиции и Министерства национального образования Турции.
Рядом с парком находится станция метро Кызылай, обслуживающая линии 1 и 2 Анкарского метрополитена, а также множество остановок городского автобуса и долмуша.

## История

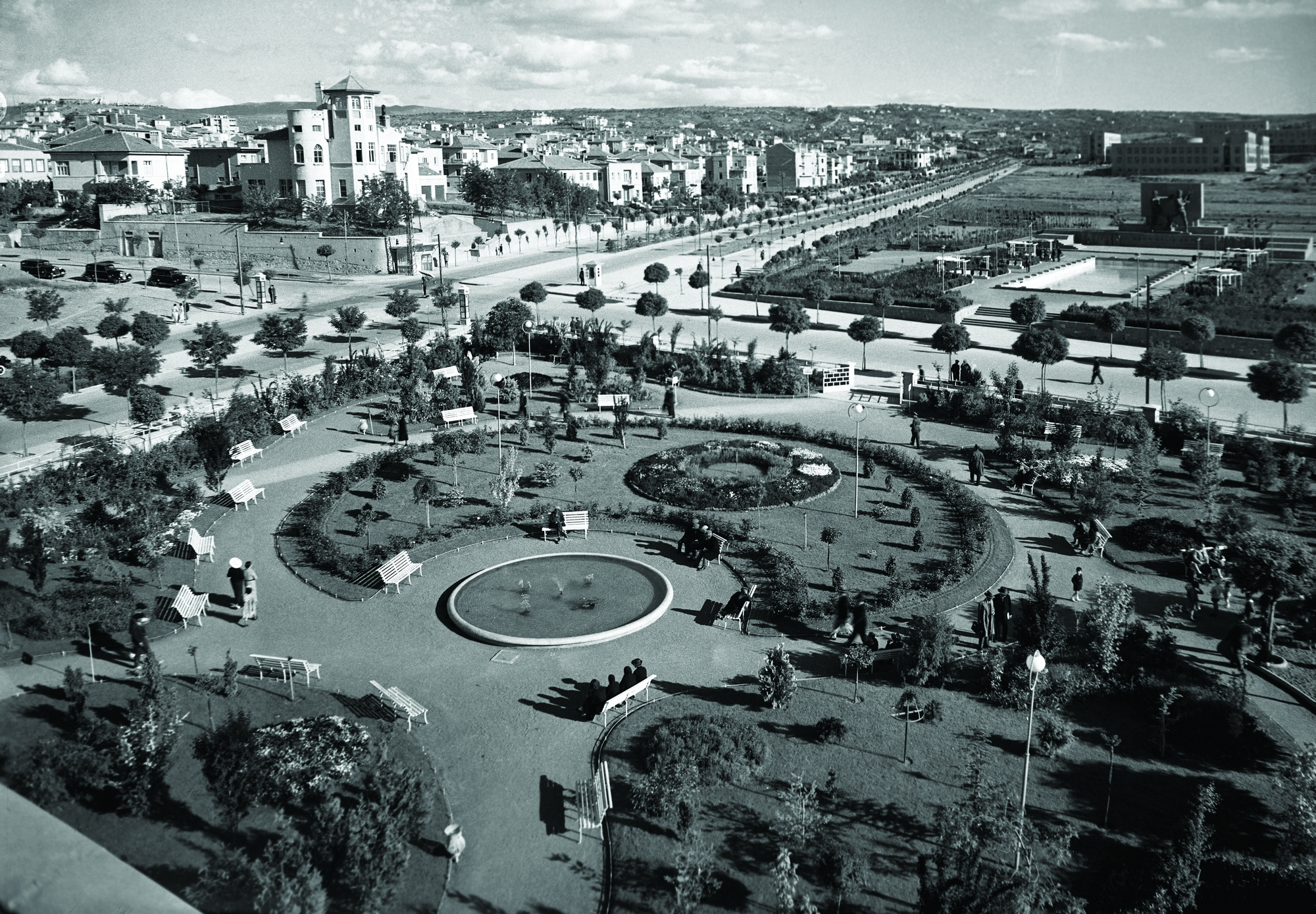
Площадь Кызылай и Гювенпарк (справа) в 1940-е годы

Создание Гювенпарка входило в плана Янсена 1929 года, предложенный немецким архитектором и градостроителем Германом Янсеном (1869—1945) для интеграции зелёных зон в быстрорастущую новую столицу недавно созданной Республики для содействия образованию здоровой городской среды.
Парк был разбит в 1930-х годах. Согласно плану Янсена, парковая зона изначально предназначалась для пешеходов и велосипедистов. Она сохраняла эту функцию до 1950-х годах, когда был осуществлён проект по расширению окружающих дорог. В середине 1970-х годов часть парка была отдана под остановки городского автобуса и долмуша.
Гювенпарк был зарегистрирован муниципальными властями Чанкаи как природно-охраняемая территория первого класса.

## Описание

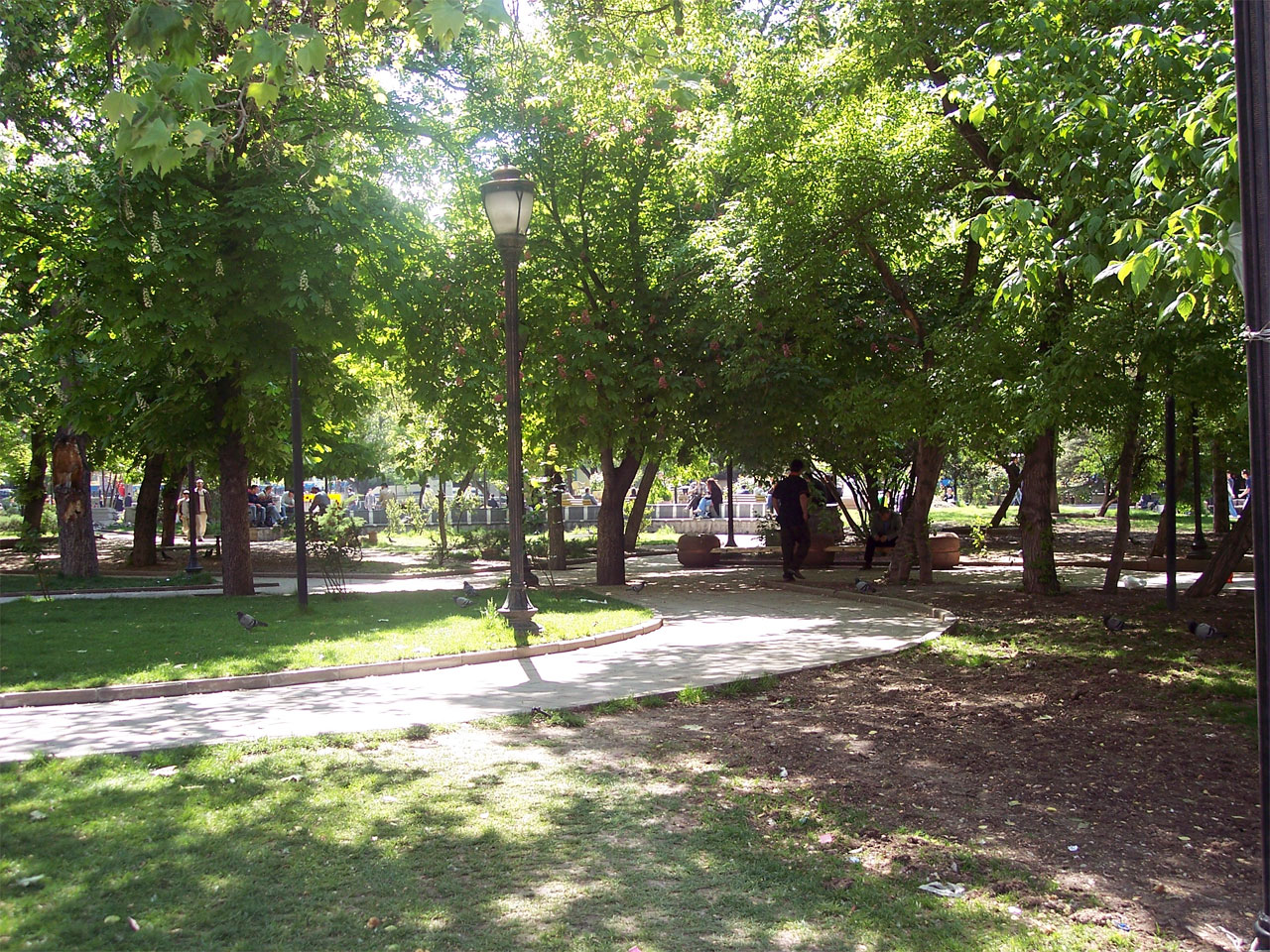
На территории парка

Территория Гювенпарка имеет форму трапеции, вытянутой в направлении север-юг и занимающей площадь 2,5 га. На неё располагаются множество взрослых деревьев и скамеек, бассейны, детская игровая площадка и монумент.
Благодаря своему расположению в центре города и близости к главному транспортному узлу, Гювенпарк служит проходом для местных жителей, ежедневно спешащих на работу или обратно домой. Многие сотрудники близлежащих офисов проводят свой обеденный перерыв в Гювенпарке.

## Памятник

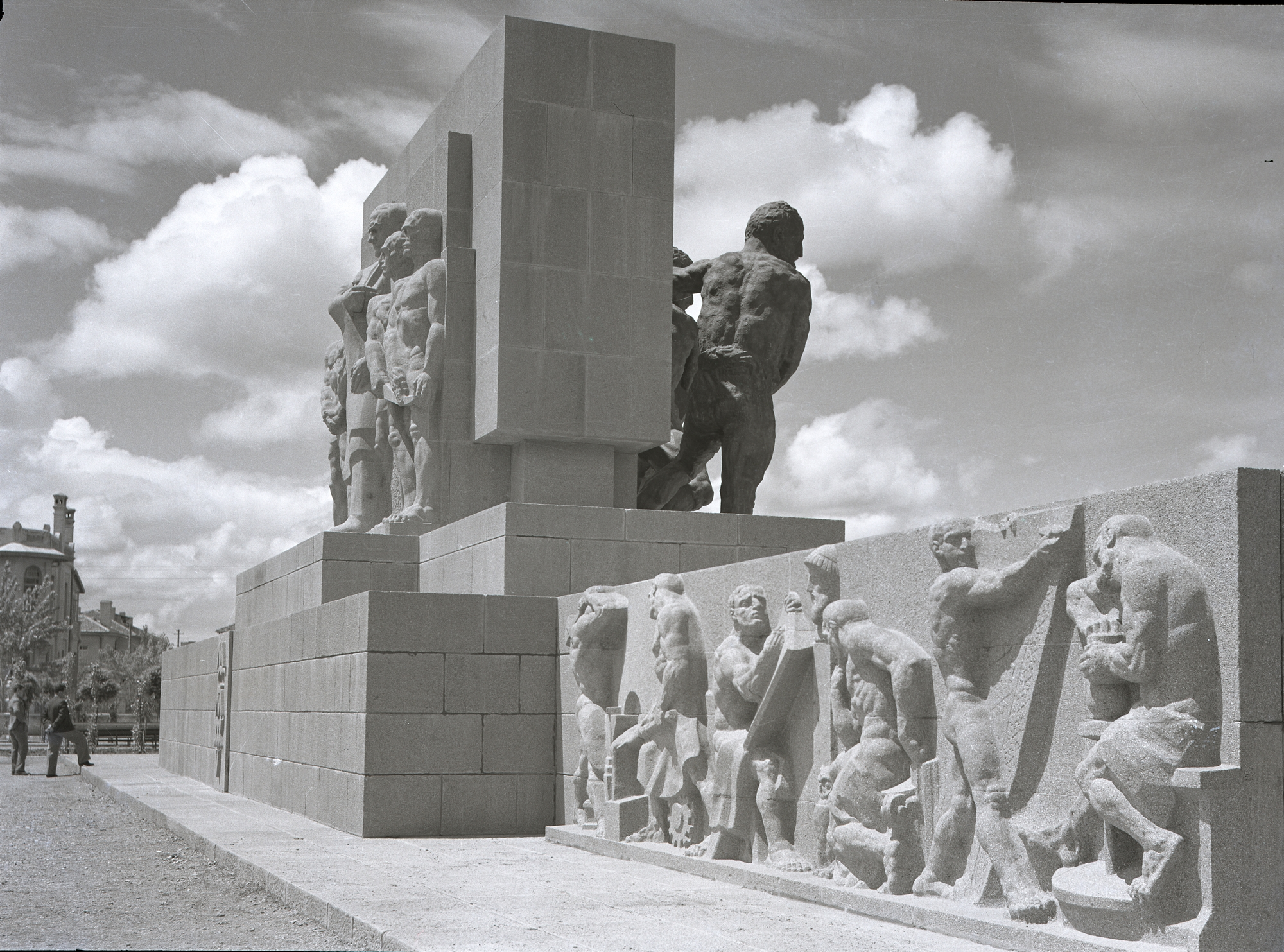
«Памятник доверию» в Гювенпарке

Главной достопримечательностью парка служит «Памятник доверия» (тур. Emniyet Abidesi), создание которого предложил австрийский архитектор Клеменс Хольцмейстер (1886—1983), занимавшийся проектированием общественных зданий в Анкаре. Монумент был создан австрийским скульптором Антоном Ханаком (1875—1934). Работу которого (из-за смерти Ханака 6 января 1934 года) в 1935 году завершил австрийский скульптор Йозеф Торак (1889—1952).
Монумент обращён к площади Кызылай и первоначально именовался «Памятником безопасности» (тур. Emniyet Abidesi), будучи посвящённым сотрудникам органов турецких сил безопасности, обеспечивающим безопасность, мир и общественный порядок. Бронзовые скульптуры были отлиты в Эрдберге (Вена, Австрия), в то время как бронзовые рельефы, крепящиеся к камню из Мамака, — в Турции. Укладкой камня занимались австрийские ученики скульптора и турецкие мастера.
Длина основания памятника составляет 37 м. Средний блок имеет высоту 8 м, боковые — 2 м, а бронзовые фигуры — 6 м в высоту. На одном из фасадов монумента, помимо основной части композиции, размещены две фигуры музыкантов над знаменитой фразой Ататюрка «Турок, гордись, работай, верь!» (тур. Türk, Öğün, Çalış, Güven!). Фигуры стариков на заднем плане и молодых людей на переднем символизируют собой переход турецкого народа из прошлого в будущее. На рельефах изображены турецкие сельские жители, несущие оружие на фронт, бригады военных фельдшеров в тылу, сотрудники сил безопасности, художники и мыслители, вносящие свой вклад в дело формирования новой Республики, а также различные ремесленники, такие как кузнецы, шахтёры, гончары. С другой стороны памятника изображён Мустафа Кемаль Ататюрк, окружённый молодежью и с надеждой смотрящий в будущее.

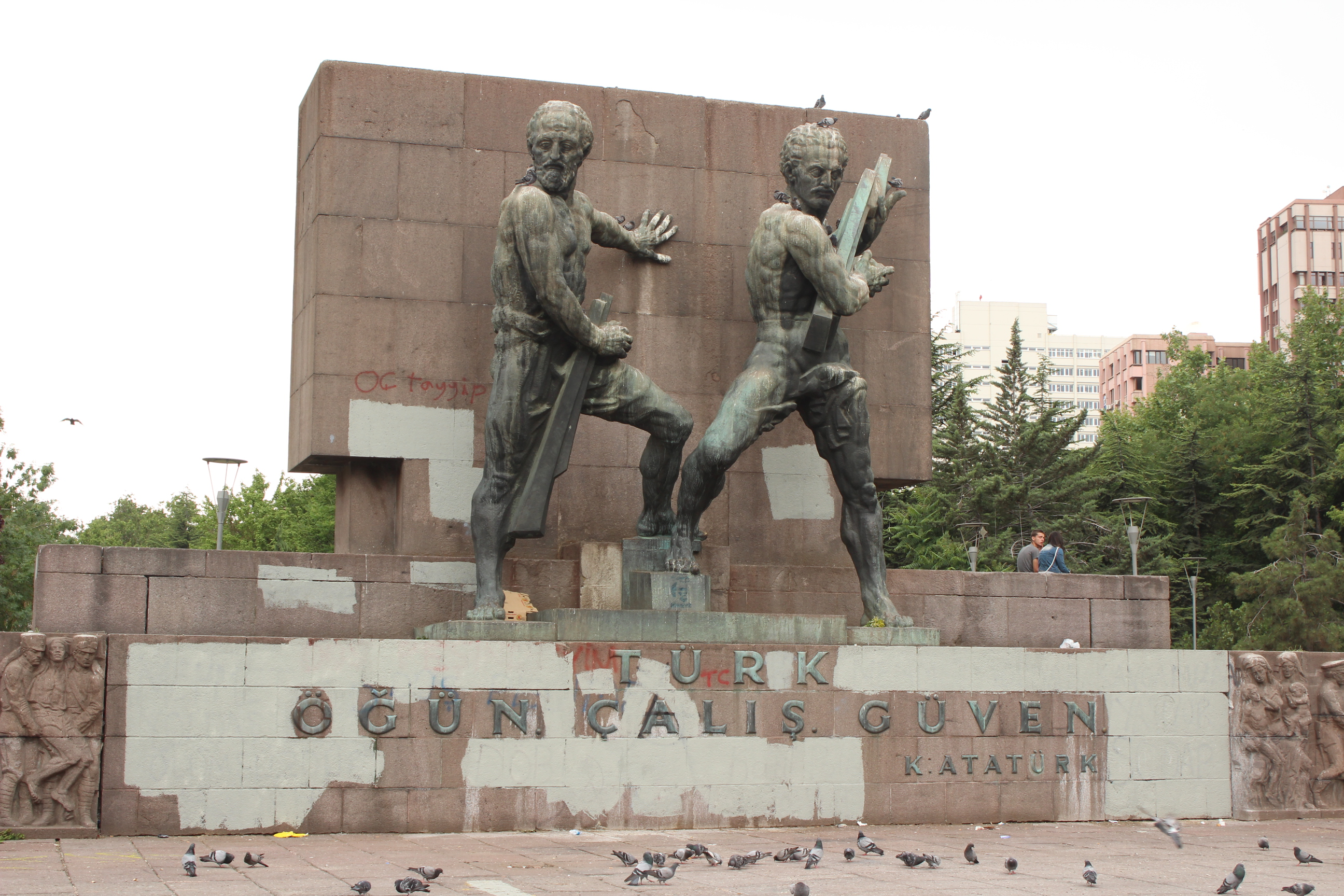
«Памятник доверию» после протестов 2013 года

Памятник дважды получал повреждения в 2010-х годах: первый раз во время протестов 2013 года (граффити), а во второй раз во время попытки государственного переворота в 2016 году (шрапнель).

## Общественные споры
В обществе получило распространение мнение, что парк и памятник утратили своё былое великолепие: оживлённые остановки городского автобуса и долмуша в его окрестностях нарушают спокойствие внутри самого парка. Также муниципальные власти Анкары предприняли две попытки построить подземную парковку под ним, которые были пресечены решениями суда на основании статуса парка как природной охраняемой территории. Кроме того, такие сооружения, как входы на станции метро и вентиляционные шахты метрополитена, построенные рядом с памятником, наносят ему вред.
С 2014 года в парке дислоцировались Силы быстрого реагирования (тур. Çevik Kuvvet) турецкой полиции. Местные жители иногда жаловались на их постоянное присутствие в парке.

## Взрыв

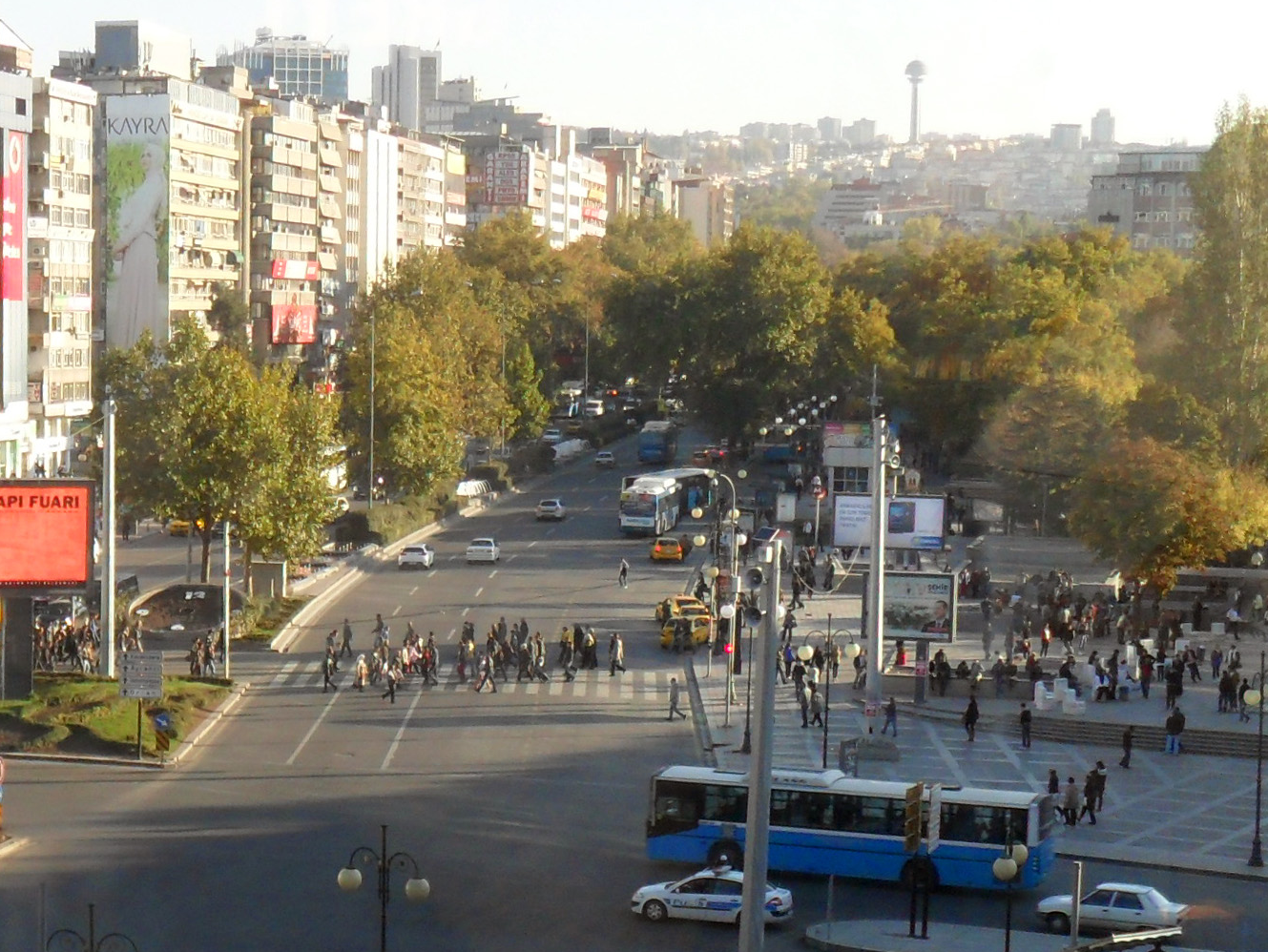
Место подрыва автомобиля в марте 2016 года

В 18:45 по местному времени 13 марта 2016 года на боковой улице Гювенпарка, где расположены автобусные остановки, взорвался заминированный автомобиль. В результате погибло 37 человек и более 100 получили ранения. Этот инцидент стал третьим терактом в Анкаре за полгода. В ходе расследовался поднимался вопрос, было ли нападение направлено против Сил быстрого реагирования, дислоцированных в парке.